# Jens Simon
Jens Simon (født 1968 i København) er en dansk filminstruktør og filmproducer
Jens Simon er først og fremmest kendt for Den Rejsende Sansebiograf og Energiens Skabelsesberetning

## Filmografi

### Kortfilm
- Energiens Skabelsesberetning – 2004
- VandSpejlet – 2006
- Red Jorden – 2008